# Unterdietfurt
Unterdietfurt là một đô thị trong huyện Rottal-Inn bang Bayern, Đức.